# Allocosa delagoa
Allocosa delagoa là một loài nhện trong họ wolfspinnen (Lycosidae).
Loài này thuộc chi Allocosa. Allocosa delagoa được Carl Friedrich Roewer miêu tả năm 1959.